# Pseudotorula heterospora
Pseudotorula heterospora är en svampart som beskrevs av Subram. 1958. Pseudotorula heterospora ingår i släktet Pseudotorula, divisionen sporsäcksvampar och riket svampar.   Inga underarter finns listade i Catalogue of Life.